# ERwin Data Modeler
Erwin Data Modeler (стилизованный под erwin, но ранее как ERwin) — компьютерная программа для проектирования и документирования баз данных. Модели данных помогают визуализировать структуру данных, обеспечивая эффективный процесс организации, управления и администрирования таких аспектов деятельности предприятия, как уровень сложности данных, технологий баз данных и среды развертывания. Изначально разработанный компанией Logic Works, erwin был приобретен рядом компаний, прежде чем был выделен частной инвестиционной компанией Parallax Capital Partners, которая приобрела и объединила его в качестве отдельной организации, erwin, Inc., с генеральным директором Adam Famularo.
Движок программного обеспечения основан на методе IDEF1X, хотя теперь он также поддерживает диаграммы, отображаемые с альтернативной инженерной нотацией для информационных технологий, а также нотацию для размерного моделирования.

## История развития
ERwin был создан компанией Logic Works, штаб-квартира которой находилась в Принстоне, штат Нью-Джерси. В мае 1993 года компания Logic Works выпустила ERwin / ERX версию инструмента, предназначенную для работы совместно с PowerBuilder̩. Модели баз данных, созданные с использованием ERwin, могли быть переведены в программное обеспечение, созданное с помощью интегрированной среды разработки PowerBuilder (IDE). [2] В мае 1995 года Logic Works ERwin программа была расширена и теперь включает несколько других IDE, добавив SQLWindows от Gupta Technologies и Visual Basic от Microsoft. Под конец 1996 года ERwin входил в число нескольких компьютерных программ для моделирования данных, используемых для облегчения широкого перехода к модели клиент-сервер в управлении базами данных.
В 1998 году компания Logic Works была поглощена фирмой Platinum Technology, которая была куплена в мае 1999 года компанией Computer Associates (CA). ERwin изначально был частью пакета CA Jasmine, но позже он был добавлен в их новый пакет AllFusion под названием AllFusion ERwin Data Modeler. Инструмент был позже переименован в CA ERwin Data Modeler.
В 2014 году Embarcadero Technologies пыталась приобрести продукт у CA, Inc. Это приобретение было заблокировано Министерством юстиции из-за антиконкурентных проблем.
В апреле 2016 года частная инвестиционная компания Parallax Capital Partners приобрела программное обеспечение у CA Technologies и назначила Адама Фамуларо генеральным директором. В настоящее время компания действует под новым именем - erwin, Inc. В сентябре 2016 года erwin объявила о приобретении британского поставщика услуг корпоративной архитектуры, Corso. Позднее в декабре того же года erwin приобрела программное обеспечение Casewise для моделирования бизнес-процессов с целью объединения их вместе. В 2017 году erwin выпустила Data Modeler NoSQL - решение для моделирования данных корпоративного класса для MongoDB. В апреле 2018 года была добавлена поддержка моделирования данных NoSQL для Couchbase. Также в 2018 году компания erwin представила решение для управления данными с анализом воздействия и интеграцией в бизнес-процессы, корпоративную архитектуру и наборы для моделирования данных. В январе 2018 года компания erwin приобрела A & P Consulting - консалтинговую компанию, специализирующуюся на технологиях сбора и управления данными.
erwin также разработалa программную платформу erwin EDGE с EDGE в качестве аббревиатуры от «опыта управления корпоративными данными», намереваясь использовать управление данными для анализа данных, чтобы помочь в достижении организационных целей. В феврале 2018 года erwin выпустила свой первый отчет о состоянии управления данными с UBM. В августе 2018 года erwin приобрелa компанию по управлению метаданными и управлению данными AnalytiX DS.
В России от версии к версии издаются книги по работе с программой и CASE-технологиям. Этой тематике были посвящены книги следующих авторов: Д. Марка, С. Маклакова, А. Вендрова, Г. Калянова, В. Дубейковского.

## Обзор
По своей сути, erwin содержит CASE-средства. Пользователи могут использовать erwin Data Modeler как способ создания концептуальной модели данных и создания логической модели данных, которая не зависит от конкретной технологии базы данных. Эта схематическая модель может быть использована для создания физической модели данных. Затем пользователи могут направить инженерный язык определения данных, необходимый для создания схемы для ряда систем управления базами данных. Программное обеспечение включает в себя функции для графической модификации модели, в том числе диалоговые окна для указания количества взаимосвязей сущностей, ограничений базы данных, индексов и уникальности данных. Эрвин поддерживает три языка моделирования данных: IDEF1X , вариант разработки информационных технологий, разработанный Джеймсом Мартином, и форму обозначения размерного моделирования.
Программное обеспечение также позволяет пользователям создавать модели данных путем обратного проектирования уже существующих баз данных, основанных на нескольких различных форматах. Ещё одна включенная функция — это способность Эрвина создавать многократно используемые стандарты проектирования: «включая стандарты именования, стандарты типов данных, шаблоны моделей и т. д.». Программное обеспечение включает в себя несколько функций для изменения способа отображения модели данных, включая параметры для нескольких цветов, шрифты, схемы, тематические области и макеты.
Функция полного сравнения erwin позволяет пользователю сравнивать две версии модели, отображает различия и позволяет объединять и обновлять данные в любом направлении. По состоянию на март 2016 года в комплект программного обеспечения также входит собственный конструктор отчетов. Обновление erwin DM 2018 включало Netezza, MySQL 8.x, PostgreSQL 10.4 и Hive; модель подсчитывает отчеты; и поддержка PII. Обновление 2019 года включало DB2 z / OS v12, SQL Server 2017, Teradata v16.20 и PostgreSQL 11.2 в дополнение к улучшениям отчетности, таким как определяемые пользователем свойства и фильтры.

## Известные пользователи
Начиная с 1992 года, программа развития Организации Объединённых Наций (ПРООН) былa одной из самых крупных организаций которая использовала ERwin для интеграции своих многочисленных независимых баз данных, расположенных в 120 офисах. ПРООН использовала ERwin для разработки «корпоративной модели данных» с целью «сокращения избыточного ввода данных» и создания единой базы данных, на основе которой «могут быть спроектированы все будущие системы». ERwin был использован для задач перепроектирования существующих данных в отделениях на местах, а также перемещения данных из Computer Associates' IDMS в Sybase UnixRDBMS.
С 2001 года страховая компания Aetna использовала Erwin Data Modeler для автоматизации ведения определений таблиц своей базы данных. База данных Aetna состояла из 15 000 определений таблиц, которые стало трудно поддерживать вручную.
С 2002 года ERwin входил в число продуктов, используемых властями Нью-Йорка. Программное обеспечение также использовалось Управлением образования штата Юта с 2006 года.